# В смертельной зоне
«В смертельной зоне» — американский художественный фильм, снятым актёром и режиссёром Стивеном Сигалом.

## Сюжет
Бывший военнослужащий Форрест Тафт — специалист по борьбе с пожарами на нефтяных скважинах — работает на крупного владельца нефтяных станций Майкла Дженнингса. Во время очередного тушения пожара на станции Aegis 2, он обнаруживает неисправность клапанов для нефтяных скважин. Тафт встречается с прорабом и своим старым другом Хью Палмером, который пытается убедить его, что клапаны на станции были бракованные, а взрыв был подстроен, чтобы замести следы. 
Дженнингс убеждает всех, что действует экологично, но в действительности засоряет природу Аляски, чем вызывает недовольство вождей местных племен. Он собирается ввести в эксплуатацию самую крупную станцию по добыче и переработке нефти Aegis 1, но сделать это ему нужно в теченин определённого срока, иначе права на нефть перейдут к инуитам. По этой причине, он использовал бракованные клапаны — у него нет времени ждать поставки исправных клапанов. Однако, Хью Палмер сообщает об этом в комитет по экологии.
Эту информацию Палмер скачивает на дискету и удаляет из компьютера, но к нему домой наведываются помощники Дженнингса МакГрудер и Отто. Палмер говорит, что из-за неисправного оборудования, новая станция взорвётся после запуска. МакГрудер просит его отдать дискету с документацией, но Палмер отказывается это сделать. Тогда МакГрудер вначале обыскивает его дом, но ничего не обнаружив, вместе с Отто до смерти пытает Палмера, однако дискету с данными убийцам найти не удаётся.
Тафт обвиняет Дженнингса в незаконной деятельности, после чего, Дженнингс обманом завлекает Тафта на станцию — где тот находит труп Палмера — и взрывает её. На конференции, Дженнингс обвиняет во взрыве обеих станций Тафта и Палмера. Но Тафту удаётся спастись, и его тяжело раненным находят инуиты. Они отвозят Тафта в своё поселение, и местная целительница выхаживает его. Тафт, которого вождь объявляет человека с духом медведя, проходит несколько ритуалов посвящения и обживается в поселении. Вскоре туда наведывается МакГрудер и, пытаясь выпытать у инуитов нахождение Тафта, случайно застреливает вождя.
Тафт решается остановить Дженнингса и, вместе с дочерью вождя Масу, прибывает к дому Палмера, чтобы запастись оружием. Там они оснащаются всем необходимым, но к дому поспевает Отто вместе с подручными. Начинается перестрелка, в ходе которой Тафт убивает Отто и всех его подручных. Чтобы, раз и навсегда, уничтожить Тафта, Дженнингс подряжает отряд наёмников под предводительством Стоуна и отправляет вместе с ними МакГрудера. Группа Стоуна начинает погоню за Тафтом и Масу по лесу, в ходе которой Тафт убивает нескольких наёмников и взрывает один из их вертолётов. 
К концу дня, он и Масу пробираются на Aegis 1, предназначенную к запуску. Их поджидают наёмники Стоуна и люди из ФБР, которых Дженнингс разместил по всей станции. Тафт выводит из строя генератор, после чего устраивает так, чтобы по телефонному звонку на специальный номер генератор взорвался. В очередной перестрелке, он убивает ещё несколько человек Стоуна. МакГрудер, секретарша Лайлз и все, кто находятся в комнате управления спасаются бегством, но с ними происходят несчастные случаи. На станции начинают происходить взрывы, и рабочие бегут прочь. Тафт пробирается в комнату управления и отключает всё. После этого он убивает Стоуна и минирует главный генератор. Найдя Дженнингса, Тафт сначала подвешивает его на тросе, а потом сбрасывает в бассейн с нефтью. Вместе с Масу Тафт покидает станцию, и та взрывается.
Тафт собирает конференцию, на которой благодарит все племена, рассказывая о бесчинствах Дженнингса и о том, что пора прекращать загрязнять окружающую среду.

## В ролях
- Стивен Сигал — Форрест Тафт
- Майкл Кейн — Майкл Дженнингс
- Джоан Чэнь — Масу
- Джон Макгинли — МакГрудер, подручный Дженнингса
- Свен-Оле Торсен — Дженнингса Отто, другой подручный
- Шари Шаттук — Дженнингса Лайлз, секретарь
- Ричард Гамильтон — друг Тафта Хью Палмер
- Р. Ли Эрмей — Стоун
- Билли Боб Торнтон — Гомер Карлтон
- Майк Старр — «Большой Майк», мужчина в баре

## Производство и съёмки
После успеха фильма «В осаде» Стивен Сигал захотел стать режиссёром. Его поддержали две студии, однако их требования не устроили Стивена. Тогда другая студия предложила ему снять фильм «Невидимый воин», которая и превратилась в «В смертельной опасности». Тогда Стивен уговорил студию увеличить бюджет до 50 миллионов долларов, что студия и сделала.
Съёмки фильма проводились с 18 мая по 19 августа 1993 года.
На съёмках Сигал много ссорился со съёмочной группой и актёрами, вносил правки в сценарий и растягивал бюджет. После неудачных тест-показов ленту сократили из-за затянутости.

## Музыка
Финальную композицию «Under the Same Sun» исполнила немецкая группа Scorpions.

## Прокат
Попав в кинотеатры в 1994 году, фильм провалился в США, собрав 38 миллионов. Чтобы не усугублять провал, студия отказалась от большого мирового проката.

## Оценки
Фильм получил в основном негативные оценки. На сайте-агрегаторе Rotten Tomatoes фильм удостоился рейтинга одобрения 12 % на основе 34 рецензий кинокритиков. Критики отметили низкое качество диалогов, плохую игру актеров, ужасную режиссерскую работу и невнятный сценарий. Но некоторые отметили неплохие спецэффекты.
Фильм получил 5 номинаций на премию «Золотая малина» и получил одну награду в номинации «Худший режиссёр».